# Hohenselchow-Groß Pinnow
Hohenselchow-Groß Pinnow é um município da Alemanha, situado no distrito de Uckermark, no estado de Brandemburgo. Tem 41,10 km² de área, e sua população em 2019 foi estimada em 759 habitantes.